# Джуно-Бич
«Джу́но-Бич» (Juno beach в переводе с англ. — «пляж „Джуно“») — один из пяти секторов высадки войск союзников в Нормандии в ходе операции «Нептун» 6 июня 1944 года. В высадке участвовали 3-я Канадская пехотная дивизия и 2-я Канадская бронетанковая бригада совместно с частями британской морской пехоты и бронетанковых войск. В начале операции десант столкнулся с ожесточённым сопротивлением частей  716-й пехотной дивизии Германии, очаги обороны которой не были подавлены предшествующей бомбардировкой, но в течение первых двух часов после начала высадки это сопротивление было сломлено. В целом, к концу первого дня части, высадившиеся на «Джуно-Бич», хотя и не достигли всех целей, поставленных перед началом операции, успешно закрепились на побережье и сумели соединиться с некоторыми другими частями союзников, чтобы успешно противостоять на следующий день контратакам германских бронетанковых дивизий.

## Оперативная задача
«Джуно-Бич» представлял собой один из пяти секторов высадки. Это была восьмикилометровая полоса побережья, на которую выходили Сен-Обен-сюр-Мер, Берньер-сюр-Мер, Курсёль-сюр-Мер и Грей-сюр-Мер. Высадка на этом участке побережья была поручена 3-й Канадской пехотной дивизии под командованием генерал-майора Рода Келлера и 2-й бронетанковой бригаде. После высадки войскам было предписано продвигаться вглубь французской территории в направлении аэропорта Карпике, в 18 километрах от места десантирования. На левом фланге, на «Сорд-Бич», высадку осуществляла 3-я британская пехотная дивизия, а на правом, на «Голд-Бич», — 50-я пехотная дивизия.

## Боевые действия

### Накануне высадки
В 23:31 5 июня началась бомбардировка немецких огневых позиций в намеченных для высадки местах. Бомбардировка продолжалась до 5:15 утра 6 июня и в общей сложности на немецкие укрепления было сброшено 5268 тонн бомб. Тем не менее, в силу плохих погодных условий бомбометание было недостаточно прицельным, и немецкое сопротивление не было подавлено в нужной степени.
В эти же часы силы французского Сопротивления предприняли более тысячи диверсий и актов саботажа, направленных против немецких сил в районе высадки. В полночь севернее Кана были высажены части 6-й Британской воздушно-десантной дивизии, в чью задачу входило прикрытие восточного фланга сил, высаживающихся с моря. На западном фланге, ближе к «Юта-Бич», такая же задача была возложена на американские части: 82-ю и 101-ю воздушно-десантные дивизии.

### Процесс высадки
На рассвете погода оставалась плохой: дул северо-восточный ветер со скоростью 15 узлов, облачность усиливалась. В 5:30 утра эсминцы и большие десантные корабли союзников начали обстрел сооружений береговой обороны. Одновременно началась высадка десанта общей численностью 130 тысяч человек. К артобстрелу присоединились артиллерийские части. В частности, в артобстреле немецких позиций напротив «Джуно-Бич» участвовали четыре артиллерийских подразделения (12-й, 13-й, 14-й и 19-й полки полевой артиллерии), укомплектованные в общей сложности 96 105-мм полевыми орудиями и ведшие огонь прямо с палуб десантных судов поверх голов высаживающихся на берег солдат.
В западной части «Джуно-Бич», напротив Курсёль-сюр-Мер, высадка началась ровно в восемь часов утра, когда берега достигли десантные суда 7-й пехотной бригады. Восточнее, на побережье Сен-Обена, 8-я бригада достигла берега в 8:10, а у Берньера высадка началась в 8:12. Первая волна пехоты была встречена массированным пулемётным огнём, а высадка бронетехники затянулась из-за сильного волнения, заставлявшего десантные суда подходить на как можно меньшее расстояние к берегу, маневрируя, чтобы избежать прибрежных минных полей, поскольку плавучие танки «Шерман» в такую погоду не могли преодолеть высокие волны. Наибольшие потери от массированного немецкого огня с позиций, не подавленных артподготовкой, понесли части, наступавшие на Берньер, которым нужно было пройти по открытой местности 200 метров.

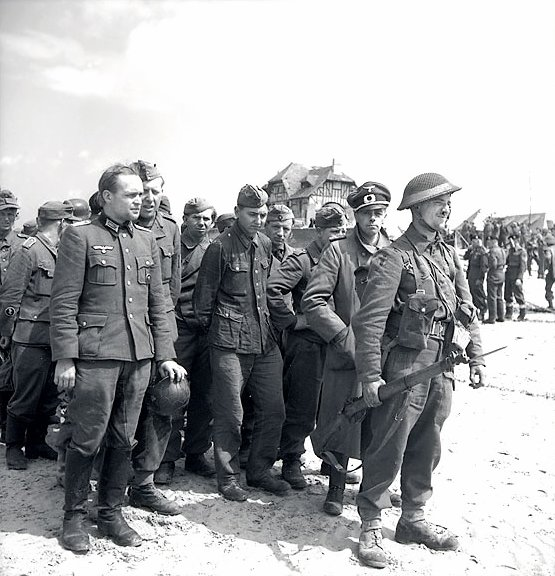
Немецкие военнопленные в Курсёль-сюр-Мер

Первая волна атакующих сумела захватить позиции немецкой 75-мм и 81-мм артиллерии, облегчив высадку следующим волнам десанта, достигшим берега около 8:30 утра. Первые артиллерийские полки, 19-й и 14-й, начали высадку соответственно в 9:10 и 9:25. Скопление людей и техники на берегу начало мешать развёртыванию частей, и сапёрам пришлось проделывать проломы в прикрывающей берег дамбе, чтобы облегчить дальнейшую высадку. Люди и техника представляли собой лёгкую цель, но у немцев на этом участке не было ни авиации, ни боевых кораблей, чтобы их атаковать.
Первые солдаты союзников вступили в Берньер в 11:40. По мере продвижения передовых частей вглубь континента на берег начали высаживаться резервы 9-я пехотная дивизия и 27-й танковый полк, но продолжающаяся давка замедляла дальнейшее продвижение к Бени-сюр-Мер, где находилась назначенная точка встречи войск. Тем не менее к концу дня канадские части продвинулись глубоко в сторону Крёлли, Коломби-сюр-Тана и Анизи. Задача, поставленная перед высадкой, не была выполнена в полном объёме, но союзники обеспечили себе надёжный плацдарм в этой части Нормандии.

## Потери
В общей сложности за день высадки на «Джуно-Бич» союзники потеряли 340 человек убитыми и 574 ранеными. Эти потери были ниже, чем у американских частей на «Омаха-Бич», которые вели бои до конца дня. Невысокие потери объясняются тем, что немцы были застигнуты врасплох: высадка в этом районе расценивалась ими как отвлекающий манёвр и основной удар ожидался у Кале. Однако уже к следующему дню германское командование заново оценило ситуацию и организовало контратаки на захваченные союзниками плацдармы силами танковых дивизий СС.